# Саббьонета
Саббьонета (итал. Sabbioneta) — коммуна в Италии, располагается в регионе Ломбардия, подчиняется административному центру Мантуя.
Население составляет 4260 человек, плотность населения составляет 115 чел./км². Занимает площадь 37 км². Почтовый индекс — 46018. Телефонный код — 0375.
Покровителем населённого пункта считается святой Себастьян. Праздник ежегодно празднуется 20 января.

## История
Саббьонетта была заложена на низком песчаном берегу реки По в 1556 году кондотьером Веспасиано I Гонзага из младшей ветви дома Гонзага. Он мечтал построить здесь, на полпути между Мантуей и Пармой, идеальный город Ренессанса. Для строительства его собственного дворца, художественной галереи и храмов были приглашены художники со всей Северной Италии, в том числе известное семейство Кампи из Кремоны. Здание театра Театро алль’Антика проектировал Винченцо Скамоцци. В 1571 году император Рудольф II, вообще благоприятствовавший Веспасиано, дозволил ему именовать себя герцогом Саббьонеты.
В 2008 году Саббьонета вместе с Мантуей была внесена ЮНЕСКО в число памятников Всемирного наследия.

## Персоналии
- Низолио, Марио (1498—1576) — итальянский философ и гуманист.